# Порожнюк Олена Олексіївна
Олена Олексіївна Порожнюк (рум. Elena Porosniuc; нар. 22 жовтня 1987, Кишинів, Молдавська РСР) — молдовська футболістка, захисниця. Виступала за збірну Молдови.

## Клубна кар'єра
Почала займатися футболом спочатку у дворі, а з 13-ти років — в кишинівській команди «Грін Тім», згодом перейменовану в «Нарта». Перші тренери — Володимир Андрійович Колесніченко, Євген Пусиков. Також у шкільні роки займалася баскетболом і волейболом. На дорослому рівні ставала чемпіонкою та володаркою Кубку Молдови з футболу.
У 2006 році їздила на перегляд в російський клуб «Рязань-ВДВ», але перехід не відбувся. Півтора роки по тому перейшла в російський клуб «Надія» (Ногінськ), де виступала два сезони, а після розпаду цього клубу перейшла в воронезьку «Енергію», де теж провела два сезони. Бронзовий призер чемпіонату Росії 2009 року, фіналістка Кубка Росії 2010 року.
З 2011 року виступала за краснодарську «Кубаночку», провела в її складі понад 100 матчів у вищій лізі Росії, була капітаном команди. Неодноразова фіналістка Кубку Росії (2014, 2015, 2016).

## Кар'єра в збірній
Дебютний матч за збірну Молдови зіграла у вересні 2006 року проти Естонії (3:1). Потім декілька років не виступала через те, що збірна не збиралася. Після відродження команди в середині 2010-их років стала її капітаном. Зіграла у відбіркових турнірах чемпіонатів світу та Європи щонайменше 14 матчів, стала автором гола в матчі проти Литви 4 квітня 2015 року.
Визнавалася найкращою футболісткою Молдови (2006, 2015).

## Кар'єра тренера
Має тренерську ліцензію «В». Після закінчення кар'єри гравчині увійшла до тренерського штабу «Кубаночки», також працює дитячим тренером у краснодарської ДЮСШ № 7 та станом на 2019 рік очолювала збірну дівчат (WU-13) Краснодарського краю.
Закінчила магістратуру Кубанського державного університету фізичної культури, спорту і туризму.